# Chris Mullin (basketball)
Christopher "Chris" Paul Mullin (født 30. juli 1963 i Brooklyn i New York City), amerikansk basketballspiller som deltog i de olympiske lege 1984 i Los Angeles og 1992 i Barcelona.